# Dân luật (hệ thống luật pháp)
Dân luật là một hệ thống pháp luật trên thế giới có nguồn gốc từ châu Âu và được áp dụng tại hầu hết các quốc gia trên thế giới. Hệ thống dân luật được phát triển từ bộ khung là luật La Mã, trong đó đã luật hóa các nguyên tắc chủ đạo để trở thành một hệ thống mà con người có thể viện dẫn được, đóng vai trò là nguồn luật cơ bản. Hệ thống dân luật có thông thường trái ngược hoàn toàn với hệ thống thông luật, có nguồn gốc từ nước Anh vào thời kỳ Trung cổ. Khác biệt chủ yếu thường được đưa ra giữa hai hệ thống này là ở chỗ thông luật đề ra các quy tắc trừu tượng từ các vụ việc cụ thể, trong khi dân luật bắt đầu từ các quy tắc trừu tượng để sau đó các quan tòa hay trọng tài phải áp dụng các quy tắc đó cho các vụ việc cụ thể.
Dân luật có nguồn gốc từ Luật La Mã, luật giáo hội và phong trào khai sáng, cùng với các ảnh hưởng từ các luật tôn giáo khác, chẳng hạn như luật Hồi giáo. Các hệ thống luật pháp tại nhiều quốc gia theo hệ thống dân luật dựa trên một hay vài bộ luật, trong đó đề ra các nguyên tắc chính để hướng dẫn chung về luật. Các ví dụ nổi tiếng nhất có lẽ là bộ luật Dân sự Pháp, mặc dầu Bürgerliches Gesetzbuch của Đức (BGB) và luật Dân sự Thụy Sĩ cũng là các sự kiện mang tính bước ngoặt trong lịch sử dân luật. Các hệ thống dân luật/hỗn hợp của Scotland và Nam Phi là không pháp điển hóa, còn các hệ thống dân luật của các quốc gia khu vực Scandinavia chủ yếu tồn tại dưới dạng không pháp điển hóa.

## Lịch sử

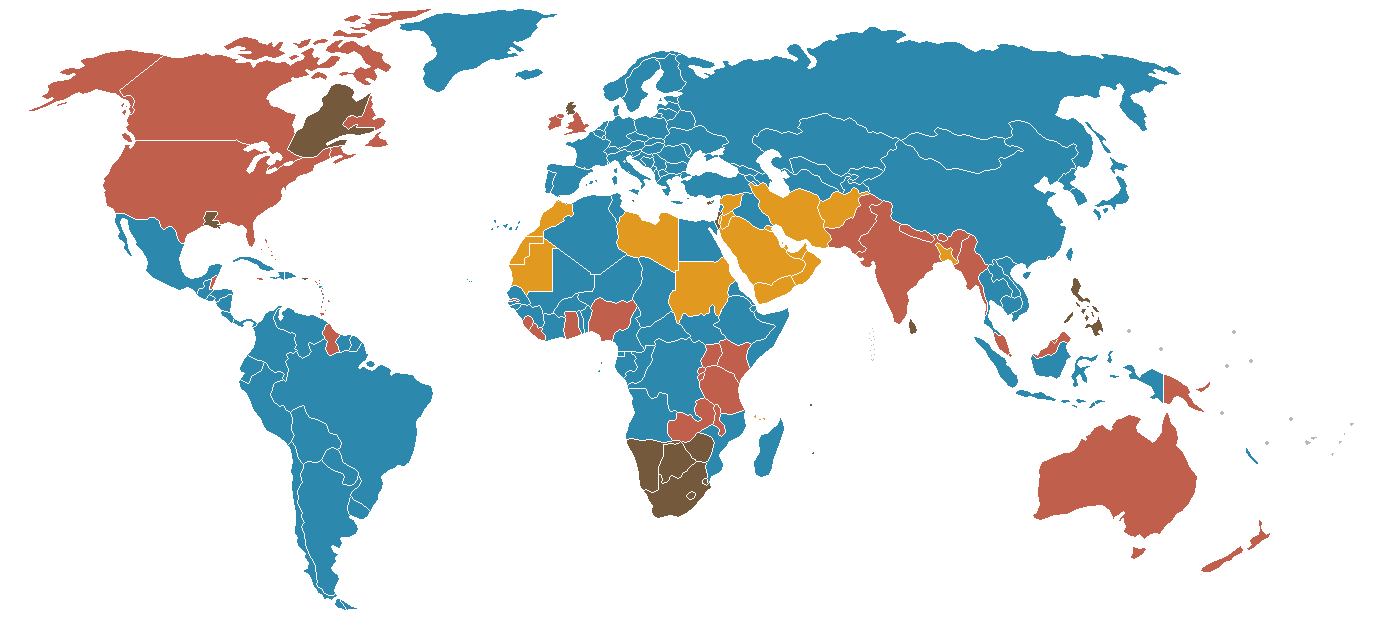
Các hệ thống luật trên thế giới.
Dân luật
Thông luật
Hỗn hợp của dân luật và thông luật
Tập quán pháp
Luật Hồi giáo

Hệ thống dân luật dựa trên luật La Mã, đặc biệt là Corpus Juris Civilis (Dân pháp đại toàn) của Hoàng đế Justinian I, và sau đó được các học giả pháp lý thời Trung cổ phát triển thêm.
Sự chấp nhận luật La Mã có các đặc trưng khác nhau tại mỗi quốc gia. Trong một số trường hợp, hiệu lực của nó được tạo ra từ hành động lập pháp, nghĩa là nó trở thành luật thực chứng, trong khi ở các trường hợp khác nó được chấp nhận bằng các quy trình pháp lý đề ra bởi các nhà lý thuyết pháp lý.
Vì vậy, luật La Mã đã không chi phối một cách tuyệt đối tại châu Âu. Luật La Mã chỉ là nguồn luật pháp thứ cấp chỉ được áp dụng khi các tập quán và luật lệ cục bộ địa phương thiếu sự sửa đổi thích hợp cho từng trường hợp cụ thể. Tuy nhiên, các quy tắc cục bộ địa phương cũng chủ yếu được diễn giải theo luật La Mã (nó là truyền thống pháp lý chung của châu Âu theo kiểu này), kết quả là luật La Mã có ảnh hưởng như là của nguồn luật chính.
Đặc trưng thứ hai, ngoài nền tảng luật La Mã, là sự pháp điển hóa mở rộng cho luật La Mã đã được phê chuẩn, nghĩa là đưa nó vào trong các bộ luật dân sự. Khái niệm pháp điển hóa có nguồn gốc từ luật Hammurabi ở Babylon cổ đại.
Khái niệm pháp điển hóa được phát triển tiếp trong thế kỷ 17 và 18, như là sự biểu lộ của cả luật tự nhiên và các ý tưởng của phong trào khai sáng. Ý tưởng chính trị của thời đại này được thể hiện bằng các khái niệm dân chủ, bảo hộ sở hữu và pháp quyền. Quan điểm như vậy đòi hỏi phải có sự tạo ra một sự chắc chắn của luật pháp, thông qua sự ghi chép luật và sự đồng nhất của nó. Vì thế, sự pha trộn nói trên của luật La Mã và các tập quán, luật lệ địa phương đã ngừng tồn tại để nhường chỗ cho pháp điển hóa luật, để có thể góp phần cho các mục đích của ý tưởng chính trị nói trên.
Một nguyên nhân khác góp phần vào sự pháp điển hóa là ý niệm nhà nước dân tộc (quốc gia dân tộc), được sinh ra trong thế kỷ 19, đòi hỏi phải có sự ghi chép luật pháp mà có thể áp dụng được cho nhà nước đó.
Chắc chắn đã có những phản ứng đối với mục tiêu pháp điển hóa luật. Những người đề xuất ý tưởng pháp điển hóa coi nó như là có lợi cho sự chắc chắn, đồng nhất và việc ghi chép có hệ thống của luật pháp; trong khi những người phản đối lại cho rằng pháp điển hóa có thể gây ra sự cứng nhắc của luật pháp.
Cuối cùng, cho dù có sự phản đối và kháng cự thế nào đi chăng nữa đối với pháp điển hóa thì quá trình pháp điển hóa các bộ luật tư (tư pháp) châu Âu cũng tiến lên. Bộ Luật Dân sự Napoleon năm 1804, Luật Dân sự Đức (Bürgerliches Gesetzbuch) năm 1900 và luật dân sự Thụy Sĩ là các bộ luật dân sự quốc gia có ảnh hưởng nhiều nhất.
Do Đức là một cường quốc vào cuối thế kỷ 19 và hệ thống pháp lý của nước này được tổ chức khá tốt, trong khi nhiều quốc gia châu Á là các nước đang phát triển, nên Luật Dân sự Đức đã trở thành nền tảng cho các hệ thống pháp lý của Nhật Bản và Hàn Quốc. Tại Trung Quốc, Luật Dân sự Đức được giới thiệu vào những năm cuối thời nhà Thanh và tạo thành nền tảng cho luật pháp của Trung Hoa Dân Quốc, hiện nay vẫn có hiệu lực tại Đài Loan.
Một số tác giả cho rằng dân luật cũng phục vụ trong vai trò của nền tảng cho pháp chế xã hội chủ nghĩa được sử dụng tại các quốc gia theo chủ nghĩa cộng sản, trong đó các nguyên tắc pháp lý dựa trên các nguyên tắc chung của dân luật và sự bổ sung các ý tưởng của chủ nghĩa Marx–Lenin.
Một vài chế định pháp lý trong dân luật cũng được lấy và sửa để thích ứng từ các chế định tương tự trong luật Hồi giáo và luật học Hồi giáo trong thời kỳ Trung cổ. Ví dụ, chế định Hawala của luật Hồi giáo đã ảnh hưởng tới sự phát triển của Avallo trong dân luật Italia và Aval trong dân luật Pháp. Khái niệm commenda thành viên hợp vốn trong công ty hợp danh sử dụng trong dân luật châu Âu cũng mô phỏng theo Qirad và Mudaraba trong luật Hồi giáo. Khái niệm res judicata (vụ việc đã được phán quyết) trong dân luật và chuyển nhượng nợ là không được phép theo luật La Mã nhưng lại được phép trong dân luật hiện đại, có thể có nguồn gốc từ luật Hồi giáo. Khái niệm về đại lý cũng từng là "chế định không được biết đến đối với luật La Mã", trong đó một cá nhân không thể "ký kết một hợp đồng ràng buộc thay mặt cho một người khác trong vai trò của người đại lý." Khái niệm về đại lý được giới thiệu bởi các luật gia Hồi giáo, và vì thế khái niệm đại lý của dân luật có thể có nguồn gốc từ luật Hồi giáo.
Luật Hồi giáo cũng giới thiệu "hai nguyên tắc nền tảng cho phương Tây, mà cấu trúc tương lai của luật dựa theo đó, là: công bằng và thiện ý (bona fide)", để dẫn tới khái niệm pacta sunt servanda (thỏa ước phải được tôn trọng) trong dân luật và luật quốc tế. Ảnh hưởng khác của luật Hồi giáo đối với truyền thống dân luật là giả định vô tội, được Louis IX của Pháp giới thiệu vào châu Âu ngay khi ông trở về từ Palestine sau Thập tự chinh. Trước đó, tố tụng pháp lý châu Âu hoặc là xét xử theo trận chiến hoặc xét xử theo thử thách tội. Ngược lại, luật Hồi giáo dựa trên giả định vô tội từ khi bắt đầu, như được khalip Umar tuyên bố trong thế kỷ 7. Siete Partidas của Alfonso X, được coi là "chiến công của khoa học pháp lý" trong truyền thống dân luật, cũng chịu ảnh hưởng từ luận thuyết pháp lý Hồi giáo Villiyet được viết tại Tây Ban Nha Hồi giáo.

## So sánh với thông luật
Dân luật chủ yếu là ngược lại với thông luật, là hệ thống pháp lý được những người nói tiếng Anh phát triển, đặc biệt là tại Anh.
Khác biệt về nguồn gốc ở chỗ, về mặt lịch sử thì thông luật là luật được phát triển theo các tục lệ, bắt đầu trước khi có bất kỳ luật nào ở dạng thành văn và còn tiếp tục được các tòa án áp dụng sau khi đã có các luật thành văn, trong khi dân luật phát triển lên từ luật La Mã, dựa trên Corpus Juris Civilis (Dân pháp đại toàn) của Justinian.
Sau này, dân luật được pháp điển hóa như là droit coutumier hay tập quán pháp là các bản biên soạn địa phương của các nguyên tắc pháp lý được thừa nhận như là quy chuẩn. Được khuấy động bởi thời kỳ khai sáng, các cố gắng nhằm pháp điển hóa luật tư (tư pháp) đã bắt đầu trong nửa sau của thế kỷ 18 (Xem Luật dân sự), nhưng các bộ luật dân sự với ảnh hưởng kéo dài chỉ được công bố sau Cách mạng Pháp, trong các quốc gia như Pháp (với Luật Napoleon), Áo (xem ABGB), Quebec (xem Luật Dân sự Quebec), Italia (Codice Civile), Bồ Đào Nha (Código Civil), Tây Ban Nha (Codigo Civil), Hà Lan (xem Burgerlijk Wetboek) và Đức (xem Bürgerliches Gesetzbuch). Tuy nhiên, pháp điển hóa không phải luôn là đặc trưng xác định của hệ thống dân luật, chẳng hạn các hệ thống dân luật của các nước khu vực Scandinavia vẫn chủ yếu tồn tại dưới dạng không pháp điển hóa trong khi một số quốc gia thuộc hệ thống thông luật cũng pháp điển hóa phần nào các bộ luật của mình, chẳng hạn như trong Luật Thương mại thống nhất (UCC) của Hoa Kỳ. Cũng tồn tại các hệ thống hỗn hợp, chẳng hạn như luật pháp của Scotland, Louisiana, Quebec, Philippines, Namibia và Nam Phi.
Vì thế, khác biệt giữa dân luật và thông luật không chỉ nằm ở thực tế nhỏ là sự pháp điển hóa, mà còn ở cách tiếp cận về phương pháp cho các bộ luật và đạo luật. Tại các quốc gia dân luật, lập pháp được coi là nguồn chính của luật. Theo mặc định, các tòa án phải dựa trên cơ sở của các điều khoản của các bộ luật và đạo luật để đưa ra các phán quyết của mình nhằm có giải pháp cho từng vụ việc cụ thể. Các tòa án vì thế có lý do lớn để trên cơ sở các nguyên tắc và quy tắc chung của luật, đưa ra tương tự luật từ nội dung của các điều khoản luật định để lấp kín các khiếm khuyết của luật và để đạt được sự chặt chẽ. Ngược lại, trong hệ thống thông luật, các vụ việc là nguồn chủ yếu của luật, trong khi các đạo luật chỉ được coi là sự thêm vào trong thông luật và vì thế chỉ được diễn giải hẹp hơn.
Nguyên lý cơ sở về phân chia quyền lực cũng hơi khác nhau khi so sánh các quốc gia thông luật với các quốc gia dân luật. Ở một số nước theo thông luật, đặc biệt tại Hoa Kỳ, các thẩm phán được nhìn nhận như là để cân bằng quyền lực của các nhánh khác trong quyền lực nhà nước. Ngược lại, ý tưởng nguyên thủy về chia tách quyền lực tại Pháp là gán vai trò khác biệt cho việc lập pháp và cho các thẩm phán, với việc các thẩm phán chỉ áp dụng luật (các thẩm phán là la bouche de la loi; 'miệng của luật pháp'). Điều này được chuyển thành thực tế là nhiều tài phán dân luật từ chối ý niệm hình thức về tiền lệ có liên quan hay ràng buộc (mặc dù có lưu tâm tới luật-vụ việc đã giải quyết), hay hạn chế quyền đưa ra các tiền lệ chỉ dành cho Tòa tối cao.
Cũng tồn tại các khác biệt đáng kể trong các phương pháp luận pháp lý của các quốc gia dân luật khác nhau. Ví dụ, người ta thường cho rằng các phán quyết thông luật thường dài dòng hơn và chứa đựng nhiều lý lẽ phức tạp, trong khi các phán quyết pháp lý của dân luật thường ngắn và có bản chất hình thức hơn. Về nguyên lý, điều này đúng tại Pháp, nơi các thẩm phán chỉ trích dẫn luật, mà không ưu tiên luật vụ việc (Tuy nhiên, điều này không có nghĩa là các thẩm phán không cân nhắc nó khi sơ thảo phán quyết.). Ngược lại, phán quyết của tòa tại các quốc gia nói tiếng Đức có thể cũng dài dòng như ở các nước nói tiếng Anh.
Tuy nhiên, ở đây cũng có các khác biệt xã hội nhất định. Tại một số quốc gia dân luật, các thẩm phán được đào tạo và thăng tiến một cách độc lập với các luật sư, trong khi tại các quốc gia thông luật các thẩm phán thường được chọn lựa từ các luật sư (tại tòa) có tài năng và danh tiếng. Tại các nước vùng Scandinavia thẩm phán là các luật sư được chỉ định cho vị trí đó, trong khi Pháp có trường chuyên nghiệp dành cho thẩm phán.
Liên quan tới tố tụng hình sự, các hệ thống dân luật cụ thể dựa trên các biến thái của hệ thống thẩm tra chứ không phải hệ thống đối lập. Tại các nước thông luật, kiểu tổ chức xét xử như vậy đôi khi bị phê phán là thiếu giả định vô tội. Tuy nhiên, phần lớn các nước châu Âu đều tham gia Công ước châu Âu về nhân quyền và điều 6 đảm bảo "quyền được xét xử công bằng" và giả định vô tội. Công ước được tất cả các thành viên phê chuẩn và là một phần như thế trong lập pháp của mỗi quốc gia thành viên. Một số quốc gia dân luật có sự lập pháp xảy ra trước khi có Công ước và đảm bảo cho bị đơn có được giả định vô tội. Trong số này, tại Na Uy thì giả định vô tội được bảo đảm bằng tập quán pháp không pháp điển hóa và ý kiến có hiệu lực được thừa nhận bởi Tòa tối cao Na Uy một cách tuyệt đối.
Trong khi giả định vô tội là tồn tại, điều phân biệt hệ thống thẩm tra nhiều hơn là sự thiếu vắng hội thẩm đoàn thường xảy ra, trong khi nó lại được đảm bảo trong nhiều quyền tài phán thông luật. Trong các hệ thống thẩm tra có xu hướng có điều gì đó tương tự như xét xử trước quan tòa ("bench trial") bao gồm một thẩm phán hay quan tòa. Một số quốc gia vùng Scandinavia có quan tòa bao gồm 1 hội thẩm thường và 2 chuyên gia pháp lý lành nghề (thẩm phán). Một kết quả của thiếu vắng xét xử trước hội thẩm đoàn ("jury trial") trong hệ thống thẩm tra là khác biệt đáng kể trong các quy tắc về chứng cứ xét xử. Các quy tắc về chứng cứ trong thông luật dựa trên e ngại rằng hội thẩm đoàn sẽ lạm dụng chúng hay đưa ra tầm quan trọng không thích hợp đối với các chứng cứ không chắc chắn. Trong các hệ thống thẩm tra, các quy tắc về chứng cứ đôi khi là ít phức tạp hơn do các chuyên gia pháp lý được coi là có khả năng nhận ra chứng cứ đáng tin cậy hay không. Đáng chú ý nhất trong số này là thiếu vắng quy tắc về tin đồn. Quy tắc về tin đồn trong thông luật có khoảng 32 ngoại lệ đối với việc cấm sử dụng các tuyên bố ngoài tòa.

## Phân nhóm
Thuật ngữ "dân luật" là từ được dùng để gộp đống các truyền thống pháp lý tại các quốc gia không nói tiếng Anh lại với nhau và để tương phản chúng với thông luật của các nước nói tiếng Anh. Tuy nhiên, do các truyền thống pháp lý châu Âu lục địa là không đồng nhất, nên các học giả của khoa học luật so sánh và các nhà kinh tế học cổ vũ cho học thuyết nguồn gốc pháp lý thường chia dân luật ra thành 4 phân nhóm khác nhau:
- Dân luật Pháp: Áp dụng tại Pháp, Bỉ, Luxembourg, Italia, Tây Ban Nha và các cựu thuộc địa của các nước này (nếu có) và tỉnh Quebec của Canada;
- Dân luật Đức: Áp dụng tại Đức, Áo, Thụy Sĩ, Hy Lạp, Bồ Đào Nha và Thổ Nhĩ Kỳ;
- Dân luật Scandinavia: Áp dụng tại Đan Mạch, Phần Lan, Iceland, Na Uy và Thụy Điển.

Bồ Đào Nha, Brasil và Italia đã tiến hóa từ ảnh hưởng của Pháp sang Đức, do các bộ luật dân sự của họ trong thế kỷ 19 gần gũi với luật Napoleon còn trong thế kỷ 20 thì chúng lại gần gũi với Bürgerliches Gesetzbuch của Đức hơn. Văn hóa pháp lý và các trường luật cũng trở nên gần gũi với hệ thống của Đức hơn. Các bộ luật khác tại các quốc gia này thường cũng có bản chất lai ghép giữa hai phân nhóm kể trên.
Luật pháp Hà Lan, hoặc ít nhất là bộ luật dân sự Hà Lan (Burgerlijk Wetboek) không dễ dàng đặt vào một trong các nhóm kể trên, và tự bản thân nó cũng có ảnh hưởng nhất định tới tư pháp của các quốc gia khác. Bộ Luật Dân sự Nga hiện nay một phần nào đó có sự tham khảo của bộ Luật Dân sự Hà Lan.

## Lưu ý
Trong các tài liệu về luật pháp trước đây của Việt Nam, người ta đôi khi cũng gọi bộ luật dân sự là dân luật, ví dụ bộ dân luật Bắc Kỳ ra đời năm 1931 và bộ dân luật Trung Kỳ (Hoàng Việt Trung Kỳ hộ luật) ra đời năm 1936. Tuy nhiên, hiện nay trong các tài liệu giảng dạy về luật pháp, ví dụ bộ môn Luật so sánh của Đại học Luật Việt Nam, thì từ dân luật không còn được dùng để chỉ bộ luật dân sự nữa mà chỉ thuần túy để chỉ hệ thống luật pháp như đề cập trong bài này.